# Фратта-Тодіна
Фратта-Тодіна (італ. Fratta Todina) — муніципалітет в Італії, у регіоні Умбрія,  провінція Перуджа.
Фратта-Тодіна розташована на відстані близько 110 км на північ від Рима, 30 км на південь від Перуджі.
Населення — 1864 особи (2014).
Щорічний фестиваль відбувається 8 травня. Покровитель — святий Михайло.

## Демографія
Населення за роками:

Станом на 1 січня 2023 року в муніципалітеті офіційно проживали 283 іноземці з 32 країн, серед них 107 громадян країн Євросоюзу та 1 громадянин України.

## Сусідні муніципалітети
- Коллаццоне
- Маршіано
- Монте-Кастелло-ді-Вібіо
- Сан-Венанцо
- Тоді